# دينيس ماركيز
دينيس ماركيز (بالبرتغالية: Dênis Marques‏) (22 فبراير 1981 في ماسايو في البرازيل – )؛ هو لاعب كرة قدم كان يلعب كمهاجم.

## وصلات خارجية
- دينيس ماركيز على موقع رابطة كرة القدم اليابانية للمحترفين (اليابانية)
- دينيس ماركيز على موقع قاعدة بيانات كرة القدم.إي يو (الإنجليزية)
- دينيس ماركيز على موقع Soccerway.com (الإنجليزية)
- دينيس ماركيز على موقع عالم كرة القدم.نت (الإنجليزية)